# بيتكوين كاش
بيتكوين كاش (بالإنجليزية: Bitcoin Cash) هي عملة مشفرة. في منتصف عام 2017, أعد مجموعة من المطورين الذين يريدون زيادة الحد الأقصى لحجم كتلة البيتكوين تغييرًا في الشيفرة.نتيجة لهذا التغيير، تم إطلاق بيتكوين كاش بهدف تحسين سرعة المعاملات وتقليل الرسوم التي كانت تواجه شبكة بيتكوين. تعتبر هذه العملة بديلًا يسعى لتحقيق قابلية أكبر للتوسع وتوفير حل أكثر كفاءة للمعاملات اليومية.

### مزايا بيتكوين كاش
تم طرح عملة البيتكوين كاش على أنها عملة رقمية تحظى بقابلية للتوسع ورسوم معاملات منخفضة فضلاً عن استغراق وقت أقصر لمعالجة المعاملات. ويرى مجتمع عملة BCH أن المشروع يتماشى بصورة أكبر مع مقترح ساتوشي ناكاموتو، مؤسس بيتكوين، الذي كان يهدف إلى إنشاء نظام دفع إلكتروني من شخص لشخص (P2P). ويرجع ذلك في غالب الأمر إلى أن العملات الرقمية البديلة توفر نظام دفع أرخص وأسرع مما يعد أكثر ملاءمة من عملة البيتكوين للاستخدام اليومي.
تتمثل إحدى أكبر مزايا بيتكوين كاش في حجم الكتلة (Block Size) الأكبر مقارنة ببيتكوين، مما يسمح لها بمعالجة عدد أكبر من المعاملات في وقت أقصر، وبالتالي تقليل الازدحام في الشبكة. كما أنها تتميز برسوم معاملات منخفضة، مما يجعلها خيار جذاب للأشخاص الذين يبحثون عن حلول دفع أسرع وأكثر اقتصادية.